# Klokkeblomst (film)
| Portal | Portal:emne_Disney |

Klokkeblomst er en computeranimationsfilm og den første af flere i Disney-feernes univers, produceret af DisneyToon Studios. Det drejer sig om feen Klokkeblomst, karakteriseret og instrueret instrueret af J.M. Barrie i sit eventyret Peter og Wendy, og fremhævet i 1953 i animationsfilm, Peter Pan og dens efterfølger fra 2002 Peter Pan - Tilbage til Ønskeøen. 
I modsætning til Disneys to originale Peter Pan film med karakteren Klokkeblomst, som var produceret primært ved hjælp af traditionel animation, bliver de nye Klokkeblomst film fremstillet ved anvendelse af digital 3d modellering.
Den første film om Klokkeblomst blev udgivet på DVD og Blu-ray af Walt Disney Home Video september 11, 2008.
Klokkeblomst er den første Disney film i universet om Klokkeblomst og feerne på Ønskeøen. Skuespillerinde Brittany Murphy blev oprindeligt valgt til at lægge stemme til Klokkeblomst, før rollen endelig gik til Mae Whitman.
Klokkeblomst engelske navn "Tinkerbell" er en sammentrækning af ordene "Tinker", der frit oversat betyder "Alt-mulig-mand" og Bell der betyder klokke.
Den direkte oversættelse af Klokkeblomst's navn burde derfor være Altmuligklokke.

## Medvirkende
Danske stemmer
- Özlem Saglanmak / Klokkeblomst
- Cecilie Stenspil / Rosetta
- Maria Lucia Rosenberg / Iridessa
- Louise Mieritz / Silvia
- Julie Ølgaard / Faunia
- Helle Dolleris / Feen Maria
- Mads Sætter Lassen / Tristan
- Timm Vladimir / Klang
- Gordon Kennedy / Bobble
- Maria Rich / Vidia
- Solbjørg Højfeldt / Dronning Clarissa

Øvrige medvirkende
Lars Mikkelsen, Vibeke Hastrup, Jens Jørgen Spottag, Sonja Oppenhagen, Mads Knarreborg, Puk Scharbau, Sonny Lahey, Andreas Nicolet, Sara Poulsen, Annevig Schelde Ebbe & Asta Dueholm

## Sange
Man mærker de er her
Gudrun Solja Jacobsen
Husk hvem du virkelig er
Gudrun Solja Jacobsen, Frederikke Palmhøj Hobel, Stephanie Rask, Sarah Greve-Krommes
Gå hjertets vej
Gudrun Solja Jacobsen, Trine Dansgaard, Ulla Holger

## Dansk version
- Dialoginstruktør Vibeke Dueholm
- Oversætter Hans Kristian Bang/Mediaplant
- Sanginstruktør Vibeke Dueholm
- Sangoversætter Trine Dansgaard/Mediaplant
- Indspilningsstudie Sun Studio Denmark A/S
- Indspilningsteknikere Jonas Jensen, Morten Folmer, Jørn Jespersen
- Produktionskoordinator Jens Nørkjær, Sofie Moltke Brøchner
- Mixstudie Shepperton International
- Kreativ Supervisor Kirsten Saabye